# Río Pinar (Florida)
Río Pinar es un lugar designado por el censo ubicado en el condado de Orange en el estado estadounidense de Florida. En el Censo de 2010 tenía una población de 5.211 habitantes y una densidad poblacional de 922,93 personas por km².

## Geografía
Río Pinar se encuentra ubicado en las coordenadas 28°31′14″N 81°15′45″O / 28.52056, -81.26250. Según la Oficina del Censo de los Estados Unidos, Río Pinar tiene una superficie total de 5.65 km², de la cual 5.63 km² corresponden a tierra firme y (0.23%) 0.01 km² es agua.

## Demografía
Según el censo de 2010, había 5.211 personas residiendo en Río Pinar. La densidad de población era de 922,93 hab./km². De los 5.211 habitantes, Río Pinar estaba compuesto por el 82.9% blancos, el 6.41% eran afroamericanos, el 0.15% eran amerindios, el 4.47% eran asiáticos, el 0.1% eran isleños del Pacífico, el 3.82% eran de otras razas y el 2.15% pertenecían a dos o más razas. Del total de la población el 25.18% eran hispanos o latinos de cualquier raza.